# After the Great Storm
After the Great Storm è il nono album in studio della cantautrice norvegese Ane Brun, pubblicato nel 2020.

## Tracce
Testi e musiche di Ane Brun, eccetto se diversamente indicato.
1. Honey – 6:08
2. After the Great Storm – 5:10 (Ane Brun, Martin Hederos)
3. Don't Run and Hide – 5:06
4. Crumbs – 5:15
5. Feeling Like I Wanna Cry – 4:09 (Ane Brun, Martin Hederos)
6. Take Hold of Me – 6:11 (Ane Brun, Martin Hederos, Josefin Runsteen)
7. Fingerprints – 7:02 (Ane Brun, Martin Hederos)
8. The Waiting – 4:15
9. We Need a Mother – 4:27